# Gösta Runö
Gösta Otto Runö (Stoccolma, 9 dicembre 1896 – Linköping, 13 novembre 1922) è stato un pentatleta svedese, deceduto a 25 anni in un incidente aereo.

## Palmarès
In carriera ha conseguito i seguenti risultati:
- Giochi olimpici:

Anversa 1920: bronzo nel pentathlon moderno.